# Автошлях Т 0113
Автошля́х Т 0113 — автомобільний шлях територіального значення в Автономній Республіці Крим. Пролягає територією Кіровського району через Кіровське — Первомайське. Загальна довжина — 17,8 км.

## Маршрут
Автошлях проходить через такі населені пункти:
| Автошлях Т 0113           |        |
| Автономна Республіка Крим |        |
| Кіровський район          |        |
| Кіровське                 |        |
|                           | E97М17 |
| Журавки                   |        |
| Ізобільне                 |        |
| Жемчужина Криму           |        |
| Первомайське              | Р23    |